# Elena Medel
Elena Medel, née à Cordoue en 1985, est une poétesse espagnole.
Elle gagna le prix Andalucía Joven (de la Junta de Andalucía) avec son premier livre de poèmes Mi primer bikini (DVD, 2002). 
Elle écrit des articles pour El Día de Córdoba et El Correo de Andalucía, et collabore à El País, Literaturas.com, Los Noveles, et Cadena SER comme critique littéraire sur papier ou sur internet. 
Elle et Alejandra Vanessa sont les coordinatrices de La Bella Varsovia, un collectif destiné à la diffusion culturelle et à la promotion des jeunes artistes. 

## Ouvrages

### Livres de poèmes
- Mi primer bikini (Premio Andalucía Joven 2001; Barcelona, DVD, 2002). 64 páginas  (ISBN 84-95007-65-7)
- Vacaciones (Almería, El Gaviero, 2004). 32 páginas,  (ISBN 84-933751-1-X).
- Tara (Barcelona, DVD, 2006). 80 páginas,  (ISBN 8496238504).

### Anthologies
- Inéditos: once poetas (ed. Ignacio Elguero; Madrid, Huerga y Fierro, 2002). 192 páginas,  (ISBN 84-8374-305-1).
- Veinticinco poetas españoles jóvenes (ed. Ariadna G. García, Guillermo López Gallego y Álvaro Tato; Madrid, Hiperión, 2003). 480 páginas,  (ISBN 84-7517-778-6).
- La lógica de Orfeo (ed. Luis Antonio de Villena; Madrid, Visor, 2003). 339 páginas,  (ISBN 84-7522-926-3).
- Edad presente: poesía cordobesa para el siglo XXI (ed. Javier Lostalé; Sevilla, Fundación José Manuel Lara, 2003). 272 páginas,  (ISBN 84-96152-09-X).
- Poetisas españolas (ed. Luzmaría Jiménez Faro; Madrid, Torremozas, 2003).  (ISBN 84-7839-287-4).
- Ilimitada voz: antología de poetas 1940-2002 (ed. José María Balcells; Cádiz, Universidad, 2003). 456 páginas,  (ISBN 84-7786-800-X).
- Andalucía poesía joven (ed. Guillermo Ruiz Villagordo; Córdoba, Plurabelle, 2004). 256 páginas,  (ISBN 84-933871-0-X).
- Radio Varsovia. Muestra de poesía joven cordobesa (Córdoba, La Bella Varsovia, 2004). 132 páginas,  (ISBN 84-609-2361-4).
- Que la fuerza te acompañe (Almería, El Gaviero, 2005). 102 páginas,  (ISBN 84-934411-0-4).
- Tres tiempos, seis voces (Madrid, Torremozas, 2006). 88 páginas,  (ISBN 84-7839-360-9).
- Hilanderas (Madrid, Amargord, 2006). 358 páginas,  (ISBN 84-87302-24-6).
- Aquí y ahora (ed. Lara Moreno, Sevilla, Igriega Movimiento Cultural, 2008). 196 páginas,  (ISBN 978-84-612-2486-9)

### Critiques
- Todo un placer: antología de relatos eróticos femeninos (Córdoba, Berenice, 2005). 187 páginas,  (ISBN 84-934466-1-0).
- Epílogo de Blues Castellano, de Antonio Gamoneda (Madrid, Bartleby, 2007). 81 páginas,  (ISBN 84-95408-64-3).

### Œuvres romanesques
- Las maravillas (Anagrama, 2020), traduit en français par Lise Belperron, Les Merveilles (La croisée/Delcourt, 2022, 212 pages) (ISBN 978-2-4130-4335-5)[1]